# Kittson County
Kittson County er et county i den amerikanske delstat Minnesota. Amtet ligger i det nordvestlige hjørnet af delstaten og grænser op til Roseau County i øst og Marshall County i syd. Amtet grænser desuden op til delstaten North Dakota i vest og Canada i nord.
Kittson Countys totale areal er 2 858 km² hvoraf 17 km² er vand. I 2000 havde amtet 5.285 indbyggere. Amtets administration ligger i byen Hallock. 
Amtet har fået sit navn efter pelshandleren og jernbaneentreprenøren Norman Kittson. 
48°47′N 96°47′V / 48.78°N 96.78°V